# Aechmea caudata
Aechmea caudata es una especie fanerógama de la familia de Bromeliáceas, originaria de Brasil, donde se encuentra en la Mata Atlántica.

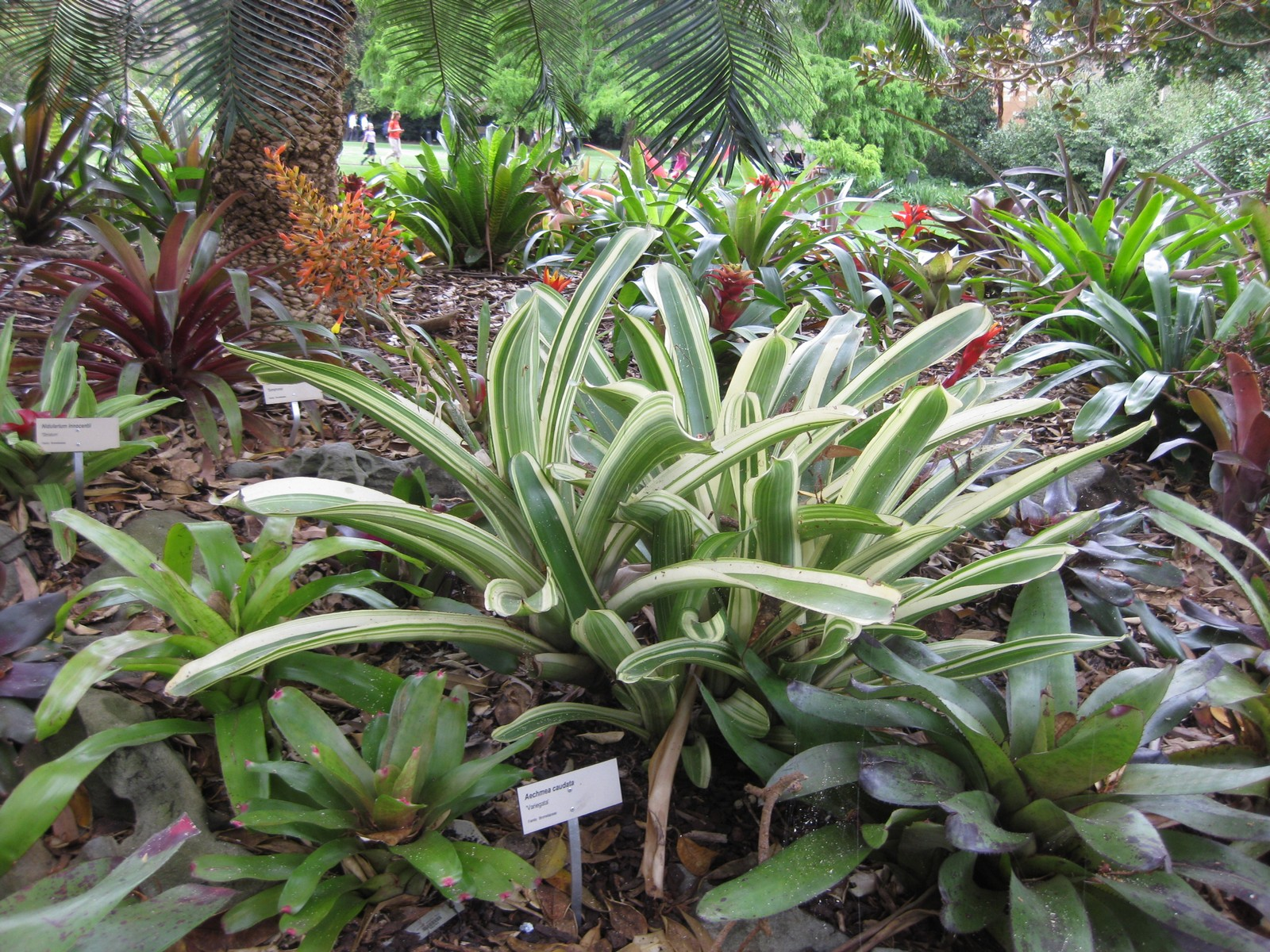
Vista de la planta

## Cultivares
- Aechmea 'Ann Vincent'
- Aechmea 'Blotches'
- Aechmea 'Blue Tip(s)'
- Aechmea 'Brett Terrace'
- Aechmea 'Fascidata'
- Aechmea 'Fire Chief'
- Aechmea 'Fireworks'
- Aechmea 'Gotha'
- Aechmea 'Mary Brett'
- Aechmea 'Melanocrater'
- Aechmea 'Pioneer'
- Aechmea 'Roman Candle'
- Aechmea 'Sao Paulo'
- Aechmea 'Sarah'
- Aechmea 'Scarlet Gem'

## Taxonomía

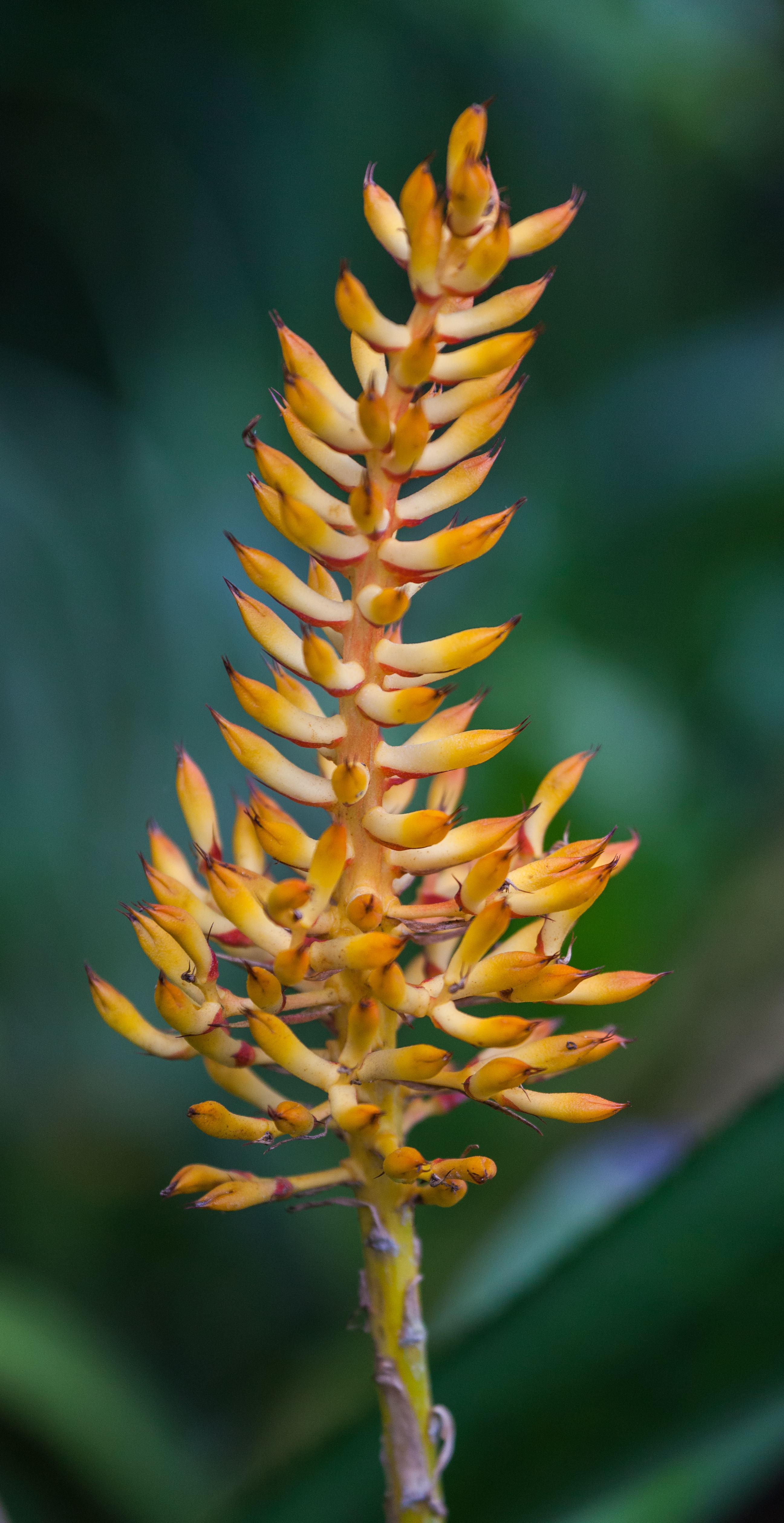
Detalle de la flor.

Aechmea caudata fue descrita por Carl Axel Magnus Lindman y publicado en Kongliga Svenska Vetenskaps Academiens Handlingar, n.s. 24(8): 29, t. 6, f. 1–9. 1891.
Etimología
Aechmea: nombre genérico que deriva del griego akme ("punta"), en alusión a los picos rígidos con los que está equipado el cáliz.
caudata: epíteto latino que significa "con cola".
Sinonimia
- Aechmea henningsiana Wittm.
- Aechmea platzmannii Wittm.
- Hoplophytum luteum E.Morren ex Baker
- Hoplophytum platzmannii E.Morren
- Ortgiesia caudata (Lindm.) L.B.Sm. & W.J.Kress
- Ortgiesia caudata f. albiflora (W.Weber & Roeth) L.B.Sm. & W.J.Kress[4][5]